# The Miracle Woman
The Miracle Woman е американска романтична драма от 1931 г. на режисьора Франк Капра, по сценарий на Джо Суерлинг, и участват Барбара Стануик, Дейвид Манърс и Сам Харди. Продуциран и разпространен от „Кълъмбия Пикчърс“, съобщава се, че филмът е вдъхновен за живота на Ейми Семпъл Макферсън.

## Актьорски състав
- Барбара Стануик – Флорънс Фалън
- Дейвид Манърс – Джон Карсън
- Сам Харди – Боб Хорнсби
- Берил Мърсър – госпожа Хигинс
- Ръсел Хоптън – Бил Уелфърд
- Чарлс Мидълтън – Симпсън
- Еди Боланд – Колинс
- Телма Хил – Гюси